# Henry Stallard
Hyla Bristow Henry Stallard (28. april 1901 – 21. oktober 1973) var en britisk atlet som deltog i de olympiske lege 1924 i Paris.
Strallard vandt en bronzemedalje i atletik under OL 1924 i Paris. Han kom på en tredje plads i disciplinen 1500 meter bagefter Paavo Nurmi fra Finland og Willy Schärer fra Schweiz.